# Здание госпиталя Каменского чугунолитейного завода
Госпиталь Каменского чугунолитейного завода — здание в исторической части Каменска-Уральского, Свердловской области.
Решением № 535 Исполнительного комитета Свердловского областного Совета народных депутатов от 31 декабря 1987 года присвоен статус памятника архитектуры регионального значения.

## История
Здание, которое можно наблюдать сегодня не было первым медицинским учреждением города, ранее уже существовали больничные палаты для рабочих, однако они были разбросаны по городу и между ними не было чёткой координации. В период предшествующий строительству шла перепланировка городских улиц, формировался современный вид улицы Красных Орлов (бывшая Верхняя Новая). Больницу было решено разместить отдалённо от жилых построек вплотную к сосновому бору, как из-за санитарных требований так и из логистических — госпиталь расположен на прямой дороге от Разгуляевского рудника к заводу.
Заказ на строительство поступил от Каменского казённого чугунолитейного завода. Автором проекта выступил уральский архитектор Михаил Павлович Малахов, проект был подготовлен в 1817 году, к реализации рабочие приступили в 1826. Здание строилось в стиле провинциального классицизма. В первоначальном варианте это было одноэтажное каменное здание с чёткими линиями и минимум декора. Композиция была симметричной. Впоследствии в 1847—1849 годах была произведена реконструкция и надстроен второй этаж, что увеличило количество койко-мест. Электрифицировано здание было только в 1906 году.
В настоящее время как госпиталь не используется и является жилым.

## Архитектура
Здание представляет собой г-образный в плане объём, который усложнён деревянной пристройкой у южного фасада, тамбурами и лестницами с дворовой части. Главным является западный фасад, ориентированный на улицу Красных Орлов. Его композиция симметрична, центральная часть выделяется выступающим ризалитом, завершает который треугольный фронтом со ступенчатым парапетом. Крупные по размеру оконные проёмы сгруппированы по парно как в ризалите так и в боковых крыльях. Карниз с простым профилем продолжен по всему поясу здания. На остальных фасадах первоначальный декор утрачен.
Изнутри здание спланировано по коридорной системе, первоначальный декор утрачен. Стены здания выполнены из кирпича, оштукатурены и окрашены, фундамент из бутового камня. Полы дощатые, кровля скатная шиферная по деревянным стропилам.